# کامینگچنه
کامینگچنه (به لهستانی:  Kamieniczne) یک روستا در لهستان است که در گمینا بیاوا پودلاسکا واقع شده‌است. کامینگچنه  ۱۰ نفر جمعیت دارد و ۱۴۰ متر بالاتر از سطح دریا واقع شده‌است.